# 제너비브 버크너
제너비브 버크너(영어: Genevieve Buechner, 1991년 11월 10일~)는 캐나다의 배우이다. 에드먼턴에서 태어났다. 드라마 《원 헌드레드》(2014-16)와 《언리얼》(2015-18) 출연으로 알려져 있다. 2023년 게임 《바이오하자드 RE:4》의 주요 인물 애슐리 그레이엄의 성우 및 모션 캡쳐를 당담했다.

## 출연 작품
- 할로우 차일드 (2017년) - 에밀리 역
- 더 다크 플레이스 (2014년)
- If I Had Wings (2013)
- 미미 앤 미 (2013년)
- 파인딩 어 패밀리 (2011년)
- 굿모닝, 킬러 (2011, Good Morning, Killer)
- 데이드림 네이션 (2010년)
- 본드 오브 사일런스 (2010년)
- 커리지 (2009년)
- 죽여줘! 제니퍼 (2009년)
- Amber Alert: Terror on the Highway (2008) - 데브라 역
- 바이퍼스 (2008년) - 매기 마틴 역
- 파이널 컷 (2004) - 이저벨 배니스터 역

### 텔레비전
- The 4400 (2004-05)
- 마스터즈 오브 호러 - 죽은 자의 춤(Dance of the Dead) 편 (2005)
- 카프리카 (2009-10)
- 원 헌드레드 (2014-16)
- 언리얼 (2015-18)

### 비디오 게임
- 바이오하자드 RE:4 (2023) - 애슐리 그레이엄 역